# Camp Municipal Narcís Sala
Il Camp Municipal Narcís Sala (in catalano ˈkam munisiˈpaɫ nərˈsis ˈsaɫə) è uno stadio di Barcellona in Spagna. Esso è adibito alle partite di calcio interne del Sant Andreu. È stato inaugurato il 19 marzo del 1970 e dal 2010, in seguito a una ristrutturazione, lo stadio garantisce una capacità di posti a sedere pari a 6557 unità.